# Vireux-Wallerand
Vireux-Wallerand is een gemeente in het Franse departement Ardennes (regio Grand Est). De plaats maakt deel uit van het arrondissement Charleville-Mézières. Vireux-Wallerand telde op 1 januari 2022 1.849 inwoners.

## Geografie
De oppervlakte van Vireux-Wallerand bedroeg op 1 januari 2022 21,07 vierkante kilometer; de bevolkingsdichtheid was toen 87,8 inwoners per km². Het dorp ligt aan de Maas tegenover Vireux-Molhain.
De onderstaande kaart toont de ligging van Vireux-Wallerand met de belangrijkste infrastructuur en aangrenzende gemeenten.

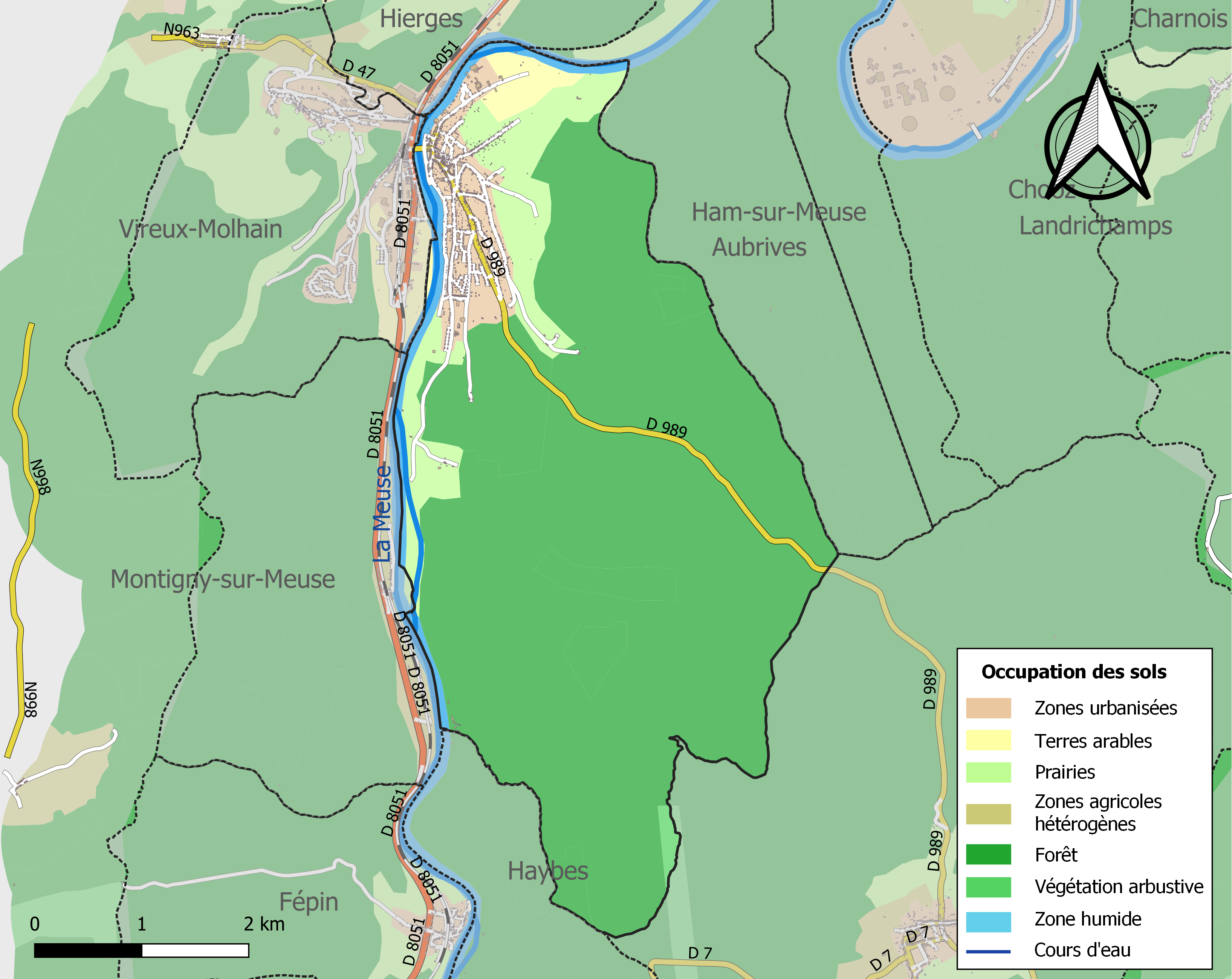

## Demografie
Onderstaande figuur toont het verloop van het inwonertal (bron: INSEE-tellingen).
Vanwege een beveiligingsprobleem met de MediaWiki Graph-software is het momenteel niet mogelijk deze grafiek weer te geven. Zodra de software is bijgewerkt zal de grafiek vanzelf weer zichtbaar worden.